# کم پیری
کم پیری (به لاتین: Kam Piri) یک منطقهٔ مسکونی در افغانستان است که در ولایت بامیان واقع شده‌است.